# 五郎溪乡
五郎溪乡，是中华人民共和国湖南省怀化市芷江侗族自治县下辖的一个乡镇级行政单位。

## 行政区划
五郎溪乡下辖以下地区：
五郎溪村、牛皮寨村和金厂坪村。